# Dolomiti magashegyi túrautak

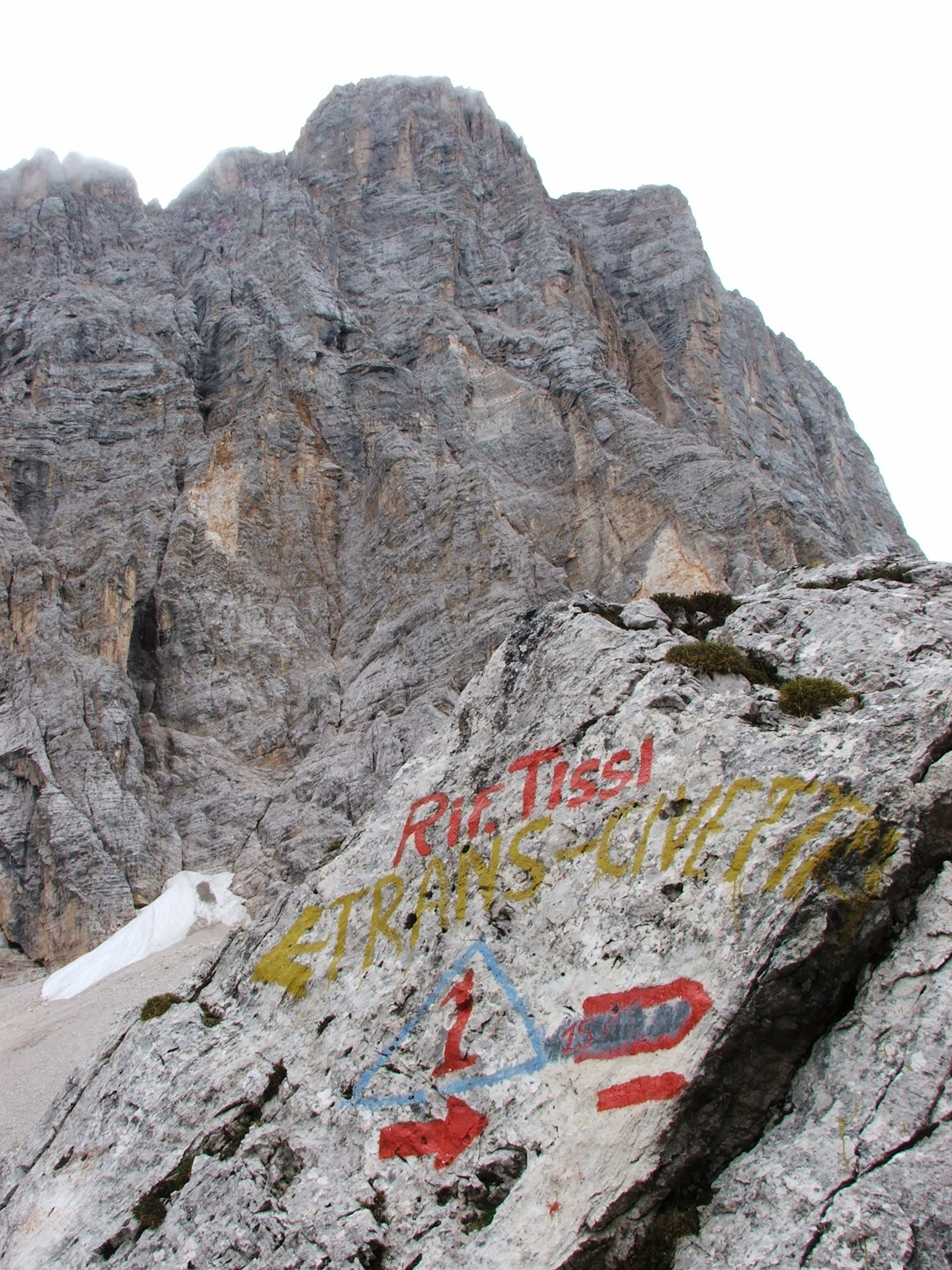
Útjelzések az 1. sz. magashegyi túraúton, a Civetta körzetében

A  Dolomitok magashegyi túraútjai, németül: Dolomiten-Höhenwege, olaszul: Alte Vie delle Dolomiti, röviden Dolomiti magasutak a második világháború utáni évtizedekben kiépített, hosszú távú, jelzett magashegyi túraösvények az észak-olaszországi Dél-Tirolban, Trentinóban, valamint Belluno és Treviso megyében (Venetóban) is. E túrautakon az egész Dolomitok hegyvidékén át lehet kelni, 8…18 nap alatt. Ebben a hegyvilágban jelenleg 10 ilyen hosszú távú túraútvonalat tartanak fenn, ezek nyomvonala látványos és változatos magashegyi tájakon át vezet, részben az első világháborúban épült katonai utánpótlási utak nyomvonalát követve.

## A magashegyi túrautak születése
Az első hat Dolomiti magashegyi túrautat (az 1…6 jelzésűeket) már az 1960-as, 70-es években kiépítették. 1976-ban megnyitották a 7. sz. túrautat, amely az előzőeknél rövidebb, de nehezebben bejárható út. Ezek elsősorban a Keleti- és a Középső-Dolomitok bejárására adtak módot. Az 1980-as években felavatták a 8., 9. és 10. jelzésű utakat is, a Dolomitok távolabbi peremvidékét is bekapcsolva az utak rendszerébe. A Dolomiti túrautak egységes jelzést kaptak, kék szegélyű, talpán álló háromszögbe foglalt sorszámmal.
A túrautak nyomvonalának kijelölésekor már kezdettől fogva törekedtek arra, hogy bekössék őket az úgynevezett „Békeösvény”-be (Friedensweg / Sentiero della Pace), amelyet az első világháborús katonai utánpótlási ösvények és mászóutak vonalán alakítottak ki. Ez a túraút végighúzódik a történelmi Tirol és Trentino tartományok egykori déli határvidékén, a Sexteni-Dolomitokban található Kreuzberg-hágótól a svájci határnál fekvő Stilfser-hágóig (Stilfser Joch / Passo Stelvio). Az út elhalad az 1915–17-es hegyi háború emlékei, régi erődítmények, bunkerek mellett. A Dolomiti magashegyi túrautak olasz és osztrák létrehozóit kettős szándék vezette. Egyfelől különleges túraélmény lehetőségét kínálták a túrázóknak, másfelől oldani igyekeztek azt az évtizedes nemzetiségi konfliktust, amely Dél-Tirol és Trentino 1919-es Olaszországhoz csatolásával kezdődött, az 1930-as évek erőszakos olaszosításával folytatódott, és enyhítésére az első lépést csak az 1946-os Gruber–De Gasperi-egyezmény tette meg.

## Az utak adatai
| Sz. | Út neve (német/olasz)                                                        | Kezdőpont                                    | Végpont                 | Hossza | Tartama | Leírás | Jelzés |
| --- | ---------------------------------------------------------------------------- | -------------------------------------------- | ----------------------- | ------ | ------- | --- | ------ |
| 1.  | Klasszikus út (Klassischer Weg / Via Classico)                               | Braies-tó (Pragser Wildsee / Lago di Braies) | Belluno                 | 150 km | 13 nap  | A „Klasszikus út” a Braies-tótól Bellunóig, a Keleti-Dolomitokon keresztül vezet. Egy vasalt mászóút, egyébként könnyű túra, rövid szakaszok. |        |
| 2.  | Dél-Tiroli legendák útja (Weg der Südtiroler Sagen / Via delle Legende)      | Brixen (Bressanone)                          | Feltre                  | 185 km | 15 nap  | „A dél-tiroli legendák útja” az Eisack (Isarco) folyó völgyében fekvő Brixentől Feltréig vezet, a Nyugati-Dolomitokon keresztül. Néhány vasalt mászó-szakasz (II. nehézségi fok), egy gleccser-átkelés (Marmolada), egyébként könnyű túra, de megerőltető, hosszú szakaszok.                                                                                                  |        |
| 3.  | Zergék útja (Weg der Gämsen / Alta Via dei Camosci)                          | Toblach (Dobbiaco)                           | Longarone               | 120 km | 10 nap  | „A zergék útja” a puster-völgyi Toblachból vagy Niederdorfból (Villabassa) a Piave menti Longaronéig vezet, a Keleti-Dolomitokon (az Ampezzói-Dolomitokon és a Sorapiss-tó katlanán) át. Egy vasalt mászó-szakasz, néhány II. nehézségi fokú hely, hosszú túraszakaszok. |        |
| 4.  | Grohmann-út (Grohmann-Höhenweg / Via Grohmann)                               | Innichen (San Candido)                       | Pieve di Cadore         | 90 km  | 8 nap   | A „Grohmann-út” a puster-völgyi Innichentől a piave-völgyi Pieve di Cadoréig, a Keleti Dolomitokban vezet, több II. nehézségi fokú vasalt mászószakasszal. |        |
| 5.  | Tiziano-út (Tizianweg / Via di Tiziano)                                      | Sexten (Sesto)                               | Pieve di Cadore         | 100 km | 10 nap  | A „Tiziano-út” a puster-völgyi Sextentől a Piave menti Pieve di Cadoréig, a Keleti Dolomitokban vezet, több II. nehézségi fokú vasalt mászószakasszal. Többször bivakban kell éjszakázni. |        |
| 6.  | A csend útja (Weg der Stille / Via dei Silenzi)                              | Sappada                                      | Vittorio Veneto         | 190 km | 14 nap  | „A csend útja” a Karni-Alpokban fekvő Sappadától vezet a Treviso megyei Vittorio Venetóig, a Karni-Alpok déli részén át. Több nehéz hely és vasalt mászóút (II–III. nehézségi fokú). Többször bivakban kell éjszakázni. Hosszú, megerőltető túraszakaszok. |        |
| 7.  | Lothar Patéra-emlékút (Auf den Spuren Lothar Patéras / Via di Lothar Patéra) | Pieve d’Alpago                               | Segusino                | 110 km | 11 nap  | A „Lothar Patéra-emlékút” a Belluno megyei Pieve d’Alpagótól a Treviso megyei Segusinóig, a Karni-Alpok déli részén át. Egy vasalt mászóút, sok II. nehézségi fokú hely, igen megerőltető, nagyon hosszú túraszakaszok elhagyatott vidékeken.Többször bivakban kell éjszakázni. Az út a 19–20. század fordulóján élt Dr. Lothar Patéra író és alpinista emlékére kapta nevét. |        |
| 8.  | Panoráma-út (Weg der Panoramen / Via Panoramica)                             | Brixen (Bressanone)                          | Salurn (Salorno)        | 160 km | 13 nap  | A „Panoráma-út” az Eisack-völgyi Brixenből az Etsch-völgyi Salurnig, a Déli-Dolomitokban, a dél-tiroli borút mentén. Egy vasalt mászóút, egyébként könnyű túra, rövid szakaszok. |        |
| 9.  | Transzverzális út (Via Transversale)                                         | Bozen (Bolzano)                              | Santo Stefano di Cadore | 180 km | 14 nap  | A „Transzverzális út” Bozentől a Piave mentén fekvő Santo Stefano di Cadoréig, a Nyugati- és Keleti-Dolomitokon át. Egy vasalt mászóút, egyébként könnyű túra, rövid szakaszok. |        |
| 10. | Judikária-út (Judikarien-Höhenweg / Via delle Giudicarie)                    | Bozen (Bolzano)                              | Garda-tó                | 200 km | 18 nap  | A „Judikária-út” Bozentől a Garda-tóig, a Nonsberg-hegycsoporton, a Brenta hegységen és a Garda-tó körüli hegyeken (Gardaseeberge) keresztül. Három vasalt mászóút, egyébként könnyű túra, de több hosszú és megerőltető túraszakaszokkal. |        |

## A túraút-projekt közreműködői

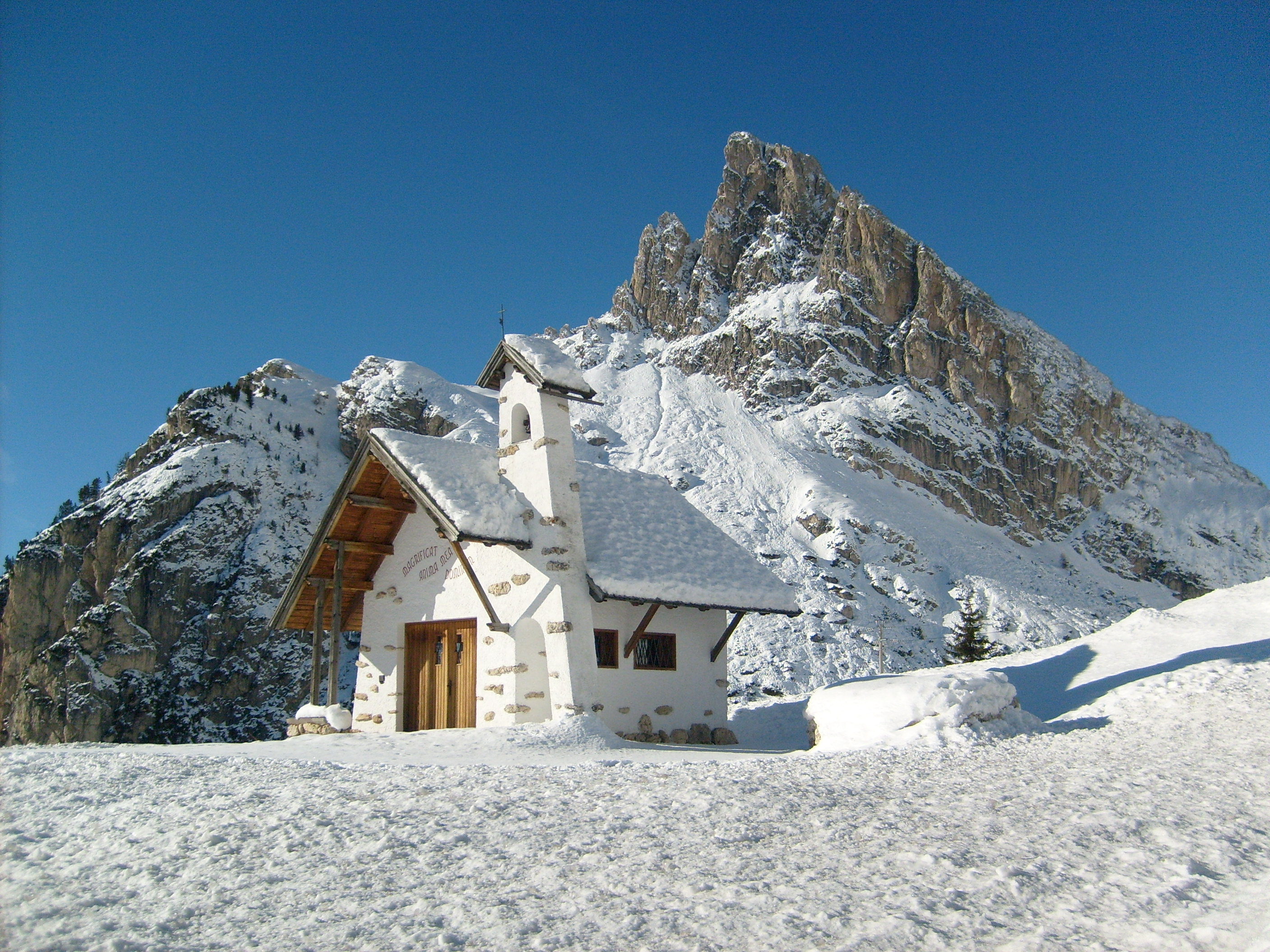
Emlékkápolna a Falzarego-hágóban (1. sz. túraút)

A túrautak kijelölését, karbantartását, ellenőrzését Belluno megye önkormányzata (Amministrazione Provinciale di Belluno) koordinálja. A közreműködő olasz és osztrák szakmai partnerszervezetek a következők:
- Eisack-völgyi Turisztikai Szövetség (Consorzio Turistico Valle Isarco), Brixen (Bressanone), Dél-Tirol, Olaszország (www.valleisarco.info)
- Wipp-völgyi Turistaszövetség (Tourismusverband Wipptal und seine Seitentäler), Steinach am Brenner, Tirol, Ausztria (www.wipptal.at)
- Wipp-völgyi Leader Egylet (Leaderverein Wipptal), Steinach, Tirol, Ausztria (www.wipptalnetz.at)
- Osztrák Alpesi Egylet (Österreichischer Alpenverein), Großkirchheim, Karintia, Ausztria (www.alpenverein.at)
- Karintiai Magas-Tauern Nemzeti Park Alapítvány (Kärntner Nationalparkfonds Hohe Tauern), Großkirchheim, Karintia, Ausztria (www.hohetauern.at)